# Almarudita
L'almarudita és un mineral de la classe dels silicats, que pertany al grup de l'osumilita. Rep el seu nom de la Universitat de Viena (Àustria), en llatí: ALma MAter RUDolphina.

## Característiques
L'almarudita és un silicat de fórmula química K(□,Na)₂(Mn2+,Fe2+,Mg)₂(Be,Al)₃[Si₁₂O30]. Va ser aprovada com a espècie vàlida per l'Associació Mineralògica Internacional l'any 2002. Cristal·litza en el sistema hexagonal. Es troba en forma de cristalls tabulars de fins a 1,5 mil·límetres d'ample. La seva duresa a l'escala de Mohs és 6. És l'anàleg de la milarita sense calci ni aigua. Pot distingir-se de la friedrichbeckeïta, la seva anàloga amb magnesi, i de la groguenca roedderita només mitjançant anàlisi química quantitativa.
Segons la classificació de Nickel-Strunz, l'armenita pertany a «09.CM - Ciclosilicats, amb dobles enllaços de 6 [Si6O18]12- (sechser-Doppelringe)» juntament amb els següents minerals: armenita, brannockita, chayesita, darapiosita, eifelita, merrihueïta, milarita, osumilita-(Mg), osumilita, poudretteïta, roedderita, sogdianita, sugilita, yagiïta, berezanskita, dusmatovita, shibkovita, trattnerita, oftedalita i faizievita.

## Formació i jaciments
Va ser descoberta l'any 1982 a la pedrera Caspar, al volcà Bellerberg, a Ettringen (Eifel, Alemanya), l'únic indret on ha estat trobada. Sol trobar-se associada a altres minerals com: tridimita, sil·limanita, sanidina, quars, hematites i braunita, així com amb altres membres del subgrup dels clinopiroxens i del supergrup dels amfíbols.